# تکاب ده گه
تکاب ده گه، روستایی از توابع بخش حتی شهرستان لالی در استان خوزستان ایران است.

## جمعیت
این روستا در دهستان جاستون شهه قرار دارد و براساس سرشماری مرکز آمار ایران در سال ۱۳۸۵، جمعیت آن زیر سه خانوار بوده‌است.